# Rosemarie Ackermann
Rosemarie Ackermann (Lohsa, 4. travnja 1952.) je bivša njemačka skakačica u vis.
Na Olimpijskim igrama u Montrealu 1976. osvojila je zlatnu medalju u skoku u vis preskočivši 193 cm. Ona je prva žena koja je preskočila letvicu na visini od 2 metra (1977.).

## Životopis
Rođena je kao Rosemarie Witschas u Lohsi, u Saskoj. Pod tim imenom natjecala se za Istočnu Njemačku na Ljetnim olimpijskim igrama 1972. u Münchenu, zauzevši sedmo mjesto iza Ulrike Meyfarth.
Godine 1974. na Europskom prvenstvu u Rimu osvojila je svoj prvi međunarodni naslov postavivši novi svjetski rekord (1,95 metara). Kasnije te godine udala se za rukometaša Manfreda Ackermanna i uzela njegovo prezime. Dvije godine kasnije, osvojila je zlatnu medalju na Ljetnim olimpijskim igrama 1976. godine u Montréalu u Kanadi.
Na EP 1978., osvojila je srebro, dok je zlato osvojila talijanska skakačica Sara Simeoni, pri čemu su obje skakačice oborile svjetski rekord preskočivši visinu od 2,01 m. Međutim, Ackermann je prerano počela slaviti i tako srušila letvicu, osvajajući drugo mjesto. Ackermann se povukla iz atletike nakon Olimpijskih igara 1980. godine, gdje se plasirala na četvrto mjesto, ostajući bez medalje.
Ackermann je posljednja ženska skakačica u vis koja je postavila svjetski rekord koristeći preponsku tehniku. Ona je i posljednji skakač bilo kojeg spola koja je osvojio zlatnu olimpijsku medalju u skoku u vis s tom tehnikom.
Postala je prvak Istočne Njemačke 1973, 1974, 1976, 1977, 1979 i 1980, a također je osvojila dvije brončane medalje 1969. i 1972. Postala je i dvoranska prvakinja istočne Njemačke 1973., 1975., 1976., 1977. i 1980. Natjecala se za sportski klub SC Cottbus. 